# Denk nou eens na
Denk nou eens na is een single van de Nederlandse band Guus Meeuwis & Vagant uit 2000. Het stond in 2001 als eerste track op het album 1 voor allen, waar het de derde single van was, na Ze houdt gewoon van mij en Je hoeft niet veel van me te houden.

## Achtergrond
Denk nou eens na is geschreven door Guus Meeuwis, Ad Kraamer, Jan Willem Rozenboom en Robin van Beek en geproduceerd door Ad Kraamer. Het is een nederpopnummer waarin de zanger zingt over een relatiebreuk. Hier zingt hij vooral over de manier hoe de ander vertelt dat zij bij hem weg wil. B-kant van de single is Neem mijn hand, welke als dertiende track op hetzelfde album staat.

## Hitnoteringen
Het lied was niet erg succesvol. In Nederland, het enige land waar een hitnotering was, werd de Top 40 niet gehaald. Wel kwam het tot de 74e plaats van de Mega Top 100. Het stond vijf weken in deze lijst. 